# Noteridae
Noteridae je čeleď vodních brouků, blízce příbuzná s čeledí Dytiscidae (potápníkovití), do které byli též donedávna zařazováni.
 Od nich se liší tím, že mezi druhým a třetím párem nohou mají plošinku ve tvaru plátu. Čeleď obsahuje 230 druhů ve 12 rodech, které jsou rozšířeny celosvětově, hlavně v tropických oblastech.
Tito brouci jsou relativně malí, měří od 1 do 5 mm, tělo mají mírně oválného tvaru od světle hnědé do tmavě hnědočervené barvy. Hlava je krátká, částečně překrývaná štítem (prothorax).
Jak dospělí jedinci, tak larvy žijí ve vodě, jsou masožraví a vyskytují se v okolí rostlin. Brouci ryjí v substrátu rybníků a mokřin, podle čehož v některých jazycích dostali své jméno (v angličtině se mu říká burrowing beetle – ryjící brouk).